# Kristaq Rama
Kristaq Rama (Dürres, Albania; 31 de julio de 1932-Tirana, Albania; 11 de abril de 1998) fue un escultor y profesor de arte albanés. Fue padre de Edi Rama, líder del Partido Socialista de Albania.

## Biografía
Fue hasta 1951 alumno del Liceo Artístico Jordan Misja, en la especialidad de Bellas Artes. Tres años después continuó su formación en la ciudad soviética de Leningrado. Desde 1954 a 1960 permaneció como estudiante en la Academia de Bellas Artes de la ciudad rusa. Después de graduarse y regresar a Albania, trabajó primero como superintendente de Bellas Artes en el Ministerio de Cultura de Albania y al mismo tiempo como profesor Instituto de enseñanza Superior de Arte.

## Obra
Es autor de diferentes monumentos de corte soviético. Estas piezas monumentales ocuparon importantes espacios oficiales del estado Albanés. Dentro de una faceta más intimista realizó a lo largo de su vida diferentes piezas escultóricas, desnudos, retratos, y algunas de aspecto menos realista, cabezas de guerreros y piezas de decoración sacra y profana.

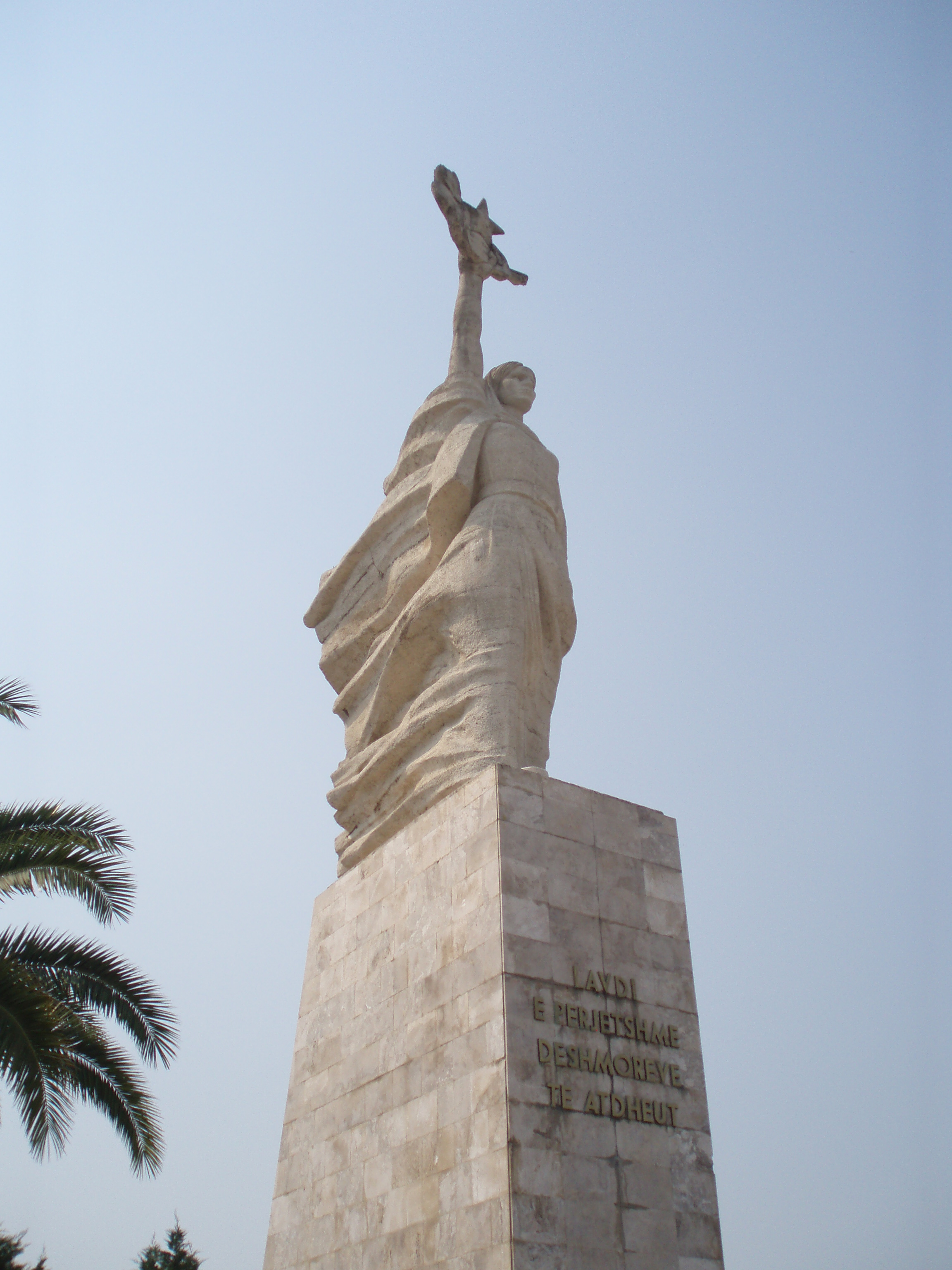
Obra monumental de Kristaq Rama titulada Monumento a la Madre Albania, en Tirana.

El Monumento a la Madre Albania, de 12 metros de altura, lo realiza en colaboración con Hamza Halili y es inaugurado en el cementerio Dëshmoret e Kombit en 1971.

## Críticas
En agosto de 1988 firmó junto con Ramiz Alia y otros, los documentos de pena de muerte del poeta Havzi Nela. Otros documentos muestran que firmó por la pena de muerte para Enver Osmani de Dibra.